# الظهر (اداوكركان)
الظهر هو دُوَّار يقع بجماعة إدا وكلول، إقليم الصويرة، جهة مراكش آسفي في المملكة المغربية. ينتمي الدوّار لمشيخة اداوكركان التي تضم 14 دوار. يقدر عدد سكانه بـ 307 نسمة حسب الإحصاء الرسمي للسكان والسكنى لسنة 2004.

## روابط خارجية
- البوابة الوطنية للجماعات الترابية
- المندوبية السامية للتخطيط